# Cameron Russell

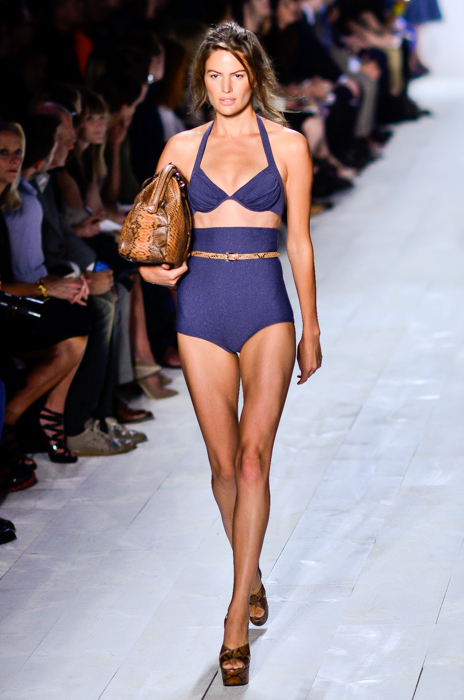
Cameron Russell (2014)

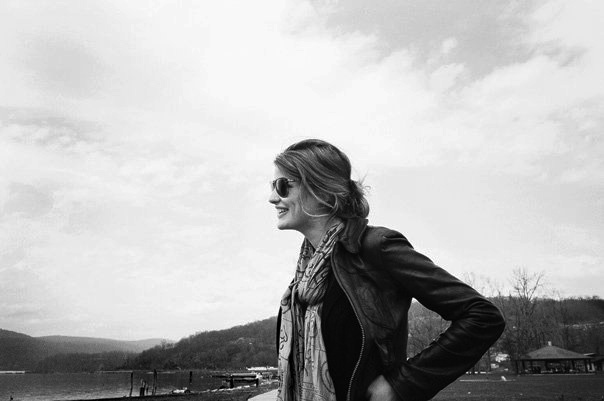
Cameron Russell (2008)

Cameron Russell (* 14. Juni 1987 in Boston, Massachusetts) ist ein US-amerikanisches Model.

## Leben
Russell wuchs in Cambridge, Massachusetts auf. Ihre Mutter ist Robin Chase, die Gründerin von Zipcar.
Sie besuchte die Commonwealth School und studierte am Wellesley College sowie der Columbia University (Master in Wirtschaft und Politikwissenschaften).

## Modelkarriere
Russell arbeitete für Ford Models, DNA Model Management, Women Management und Elite Model Management.
Sie lief u. a. für Chanel, Louis Vuitton, Prada, Dolce & Gabbana, Marc Jacobs, Versace, Vivienne Westwood, Ralph Lauren, Victoria’s Secret und Diane von Fürstenberg.